# 浪人

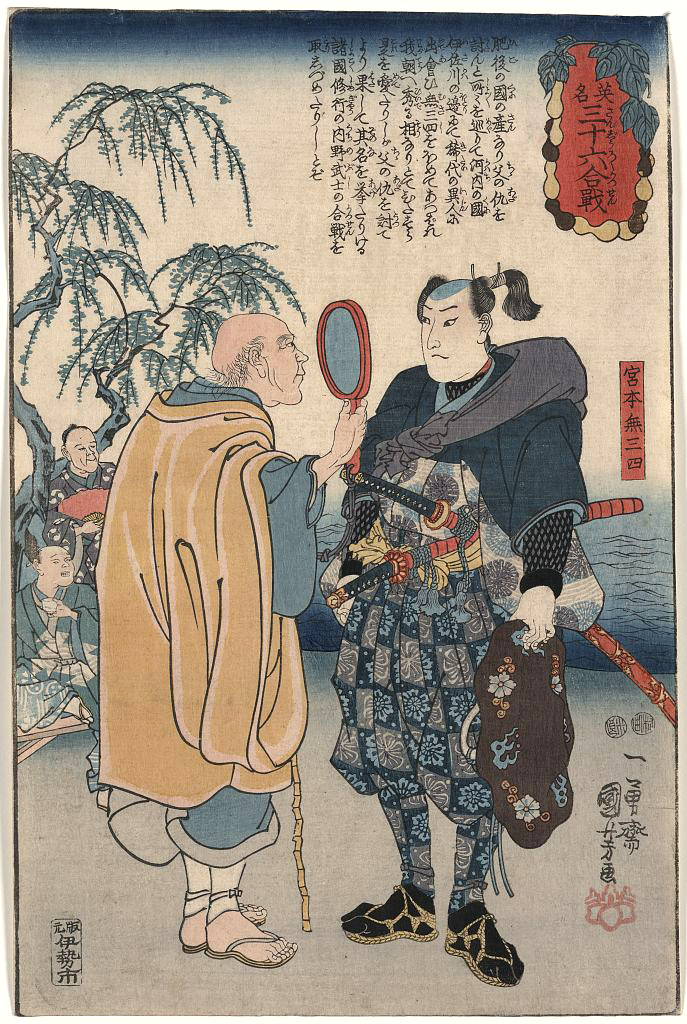
宮本武蔵は浪人。浮世絵、大型木版錦絵「勇魁三十六合戦」（歌川国芳）

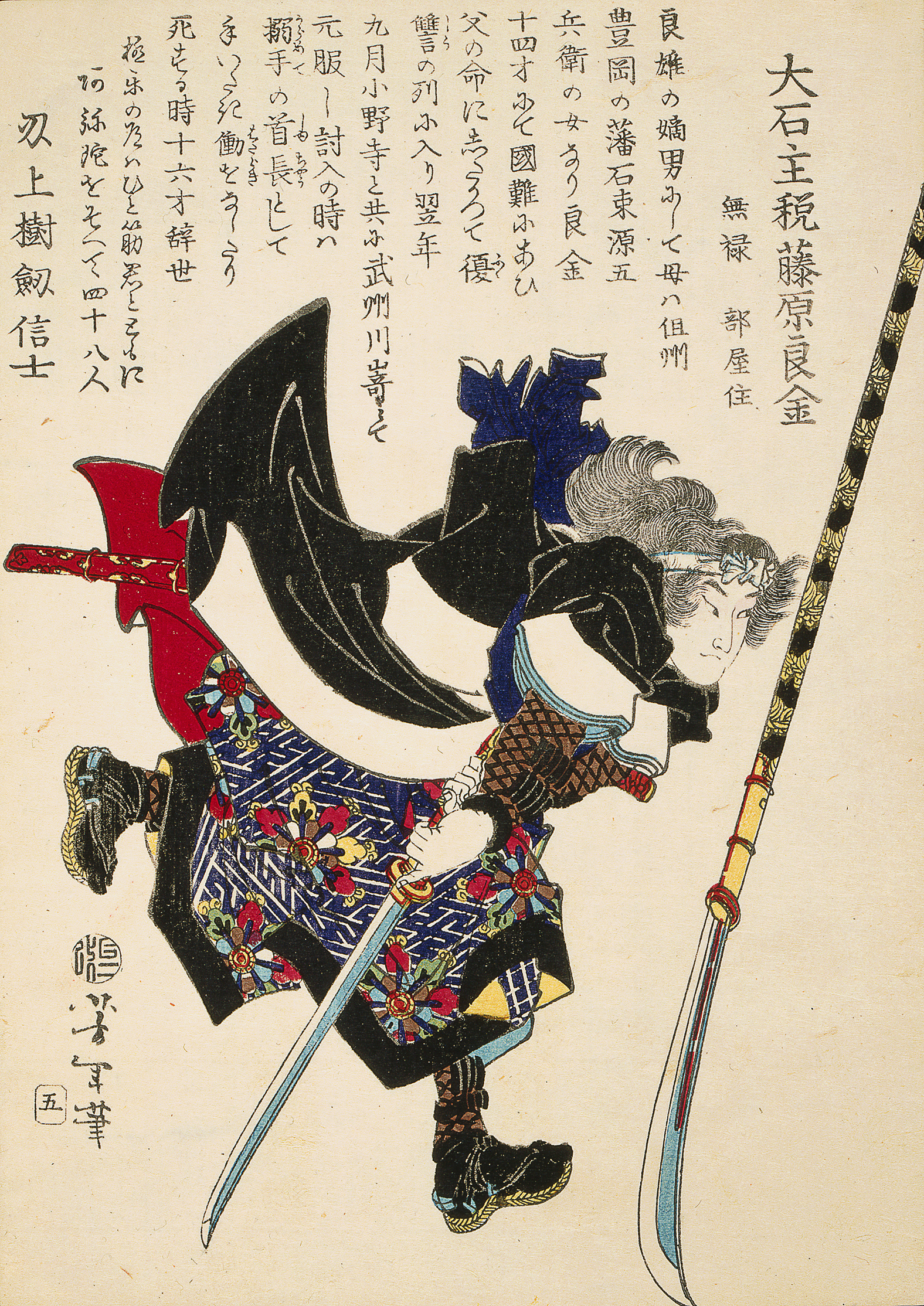
大石良金は浪人、赤穂事件。大石主税藤原良金

浪人（ろうにん）は、古代においては、戸籍に登録された地を離れて他国を流浪している者のことを意味し、浮浪とも呼ばれた。身分には囚われず、全ての民衆がなりうる。江戸時代中期頃より牢人を浪人と呼ぶようになった。したがって牢人と浪人は正確には別義である。

## 江戸時代以前
武士が在地領主であった鎌倉時代・室町時代においては所領と職を失い浮浪する者たちを指した。この時代は浪人になっても各地で慢性的に小規模な戦乱が頻発し、大名は戦闘要員を必要としており、新たな主家を得る機会は少なくなかった。また、治安状況が悪かったために、浪人が徒党を組んで割拠し、野盗をしたり一揆を起こす者たちもいた。この頃の浪人は浮浪の意味に近く、牢人の者もいたが牢人という身分語が定着するのは室町時代後期である。
戦国時代になると主従関係と身分関係が前時代より明確になり、たとえ主家が滅びて牢人となっても再仕官する機会は多くあった。ただ、後の江戸時代よりも主従関係が緩やかであり、待遇に不満があれば主君を見限り自ら致仕して牢人となり、実力次第でよりよい待遇を求めて別の大名家に仕官する者たちもいた。
牢人たちは己の武功を証言してくれる証人の確保や再仕官の口利きなどの目的から、所属する主家を越えたゆるやかな横のつながりを重視した。大名にとって有力な牢人を一人召し抱えることは、彼個人の器量に期待できるのみならず、有事の際に彼の背後に控える数多の牢人を即戦力として動員できること意味していた。
この時代は、牢人となって幾つもの大名家を渡り歩く武士が多く、中には大名にまで出世する者もいた。藤堂高虎はその生涯に10の主家に仕えている。
豊臣秀吉が天下を統一して、戦乱の時代が終息すると、牢人をとりまく状況が変化した。各大名家は多くの家臣を召抱える必要がなくなってきた。関ヶ原の戦いで東軍の徳川家康が勝利すると、西軍についた大名の多くが取り潰されるか、大幅な領地の減封を受け、これによって大量の牢人が生じた。
とはいえ江戸時代初期までの牢人には、正規の侍身分というのはほとんどおらず、小者、中間、あらしこ、下人などと呼ばれた武家奉公人が多かった。戦国の世において貧困や飢饉で食い詰めたり、或いは人の主になろうとした農民などは、生き延びるために大名の軍に積極的に参加している。そのため、戦争が終わると村に戻ったり、大名が被官を減らす際に真っ先に切り捨てられたのである。

## 江戸時代

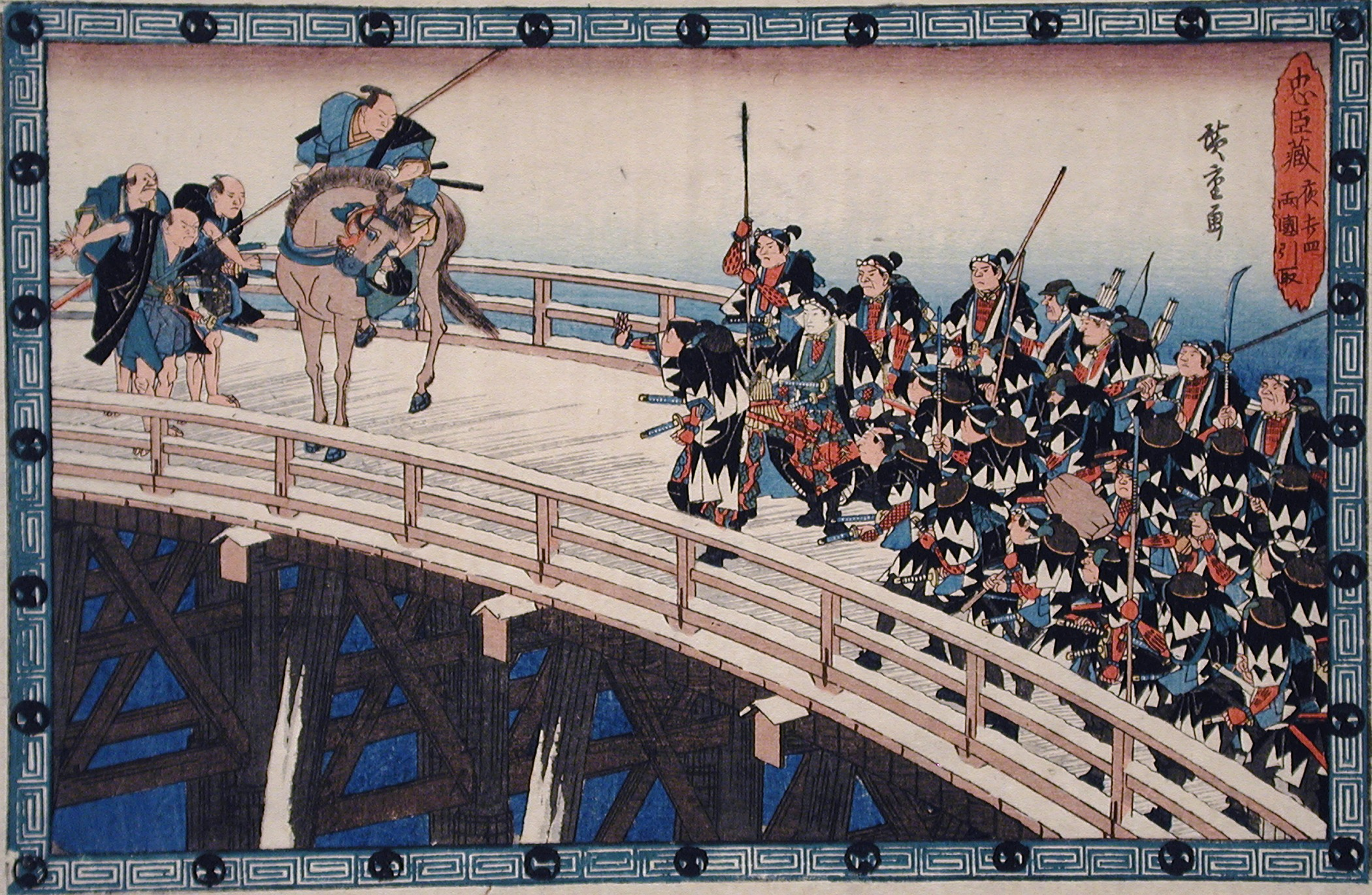
浪人、赤穂事件（1835年 〜 1839年）

さらに徳川幕府は旧・豊臣系大名の外様大名を中心に大名廃絶政策を取り、多くの大名が世嗣断絶、幕法違反などの理由によって取り潰され、これによっても大量の牢人が生じたとされてきたが、それを否定する新説もある。
江戸時代に入ると大名家では家臣の数が過剰になり、新規の召し抱えをあまり行わなくなった。また、儒教の影響で主従関係が固定化され、家臣が主君を見限って出奔した場合は、他の大名に「奉公構」を廻して再仕官の道を閉ざすことも行われた。黒田家を出奔した後藤基次は「奉公構」を出されて再仕官の道を断たれ、結局大坂冬の陣で豊臣方に参加している。再仕官できない牢人が激増し、大坂の陣が起きたときには、豊臣方に10万の牢人が寄り集まっている。
大坂の冬の陣・夏の陣で多数の牢人が殺されたが、その後も幕府の大名廃絶政策によって牢人は増え続け、三代将軍徳川家光の晩年にはその数は50万人にも達したとされる。平和な時代となり、再仕官の道は限られるようになった。新田開発や城下町建設などのために、各地で労働力が不足していたことを背景に、武士身分を捨てて町人や百姓になる者、または山田長政らのように朱印船で東南アジアへ出て、東南アジア諸国や東南アジアに進出していたヨーロッパ諸国の傭兵になる者もいたが、大部分は牢人のまま困窮の中で暮らしていた。
当初、幕府は、大坂の陣や島原の乱に大量の牢人が加わっていたことを理由に、牢人を危険視して、市中から追放や居住制限、再仕官の禁止など厳しい政策をとった（ただし、伊予松山藩蒲生家の記録では熊本藩加藤家の改易の際には、幕府の要請で縁戚である蒲生家が家臣の一部を引き取り、数年後に蒲生家が改易された時には幕府が再仕官の斡旋を行ったとする）。また、幕府は、東南アジア地域における紛争を回避し、幕府の武威を守る観点から、東南アジア地域の傭兵となった牢人を国際紛争の火種として警戒した。その結果、徳川秀忠及び徳川家光は、いわゆる鎖国政策の確立を通じて、朱印船貿易を廃止し、牢人の東南アジアへの渡航及び東南アジアに永住する牢人の帰国を禁じた。そのような結果として、牢人たちはますます追い詰められ、由井正雪らの幕府転覆計画（慶安の変）を引き起こすに至る。この頃より流浪する牢人や未仕官の牢人を浪人と呼ぶようになる。
これらによって幕府は従来の政策を見直し、世嗣断絶の原因となっていた末期養子の禁を緩め、大名の改易を減らし、牢人の居住制限を緩和し、再仕官も斡旋するようになった。しかし、これ以後もさまざまな理由で主家を召し放ちとなり牢人となる者は後を絶たなかった。
江戸時代の牢人は士籍（武士としての身分）は失っていたが、苗字帯刀は許されており、武士としては認知されていた。その日常生活は町人と同じく町奉行の支配下に置かれていた。牢人の多くは貧困で借家住まい・その日暮らしの生活を余儀なくされており、細かい手作業で身を立てたり、自暴自棄になって強盗などの犯罪に走った者もいた。
しかし中には、武士の身分を捨てて商人として出世した者もいた。新井白石は牢人時代に婿入りによってその機会がありながらも、固辞したという逸話がある。近松門左衛門のように文芸の世界で成功した者や、町道場を開き武芸の指南で身を立てる者、寺子屋の師匠となり庶民の教育に貢献する者たちもいた。有名な牢人に宮本武蔵がおり、文芸作品では仕官の道が叶わなかった不遇の武芸者のように語られており、それは間違いとはいえないが、実態としては多数の弟子を抱えた道場主であり、後世に書画を遺すほどの生活の余裕があった。特異な例としては、れっきとした幕府の役目を負う立場でありながら牢人の身分であった、山田浅右衛門がいる。
幕末になると浪人たちは政治運動に積極的に参加した。また、土佐藩の坂本龍馬など制約の多い藩から自ら脱藩して浪人になり、自由な立場で活躍する者たちも多く出た。一方で、町人や百姓など非武士身分の出身でありながら勝手に苗字帯刀をして浪人を名乗る者も現れた。浪人の集団と言われる新選組はその構成員の多くが町人、百姓などの出身者である。
明治維新後、四民平等の政策が採られ、浪人という身分も消滅した。

## 明治以降
明治中頃から後期、大正初期まで一部の士族は満洲と朝鮮半島（李氏朝鮮末期から日本統治時代）に移り住んだ。これらの士族のことも浪人と言う（その一部は大陸浪人とも重なる）。

## 比喩的用法
現代においては、どこにも所属していないという意味で、学校入試における過年度生を浪人生といったり、その行為を浪人ということがある。また、学校を卒業するまでに就職先が決まらず、卒業後も就職活動を続ける人やその行為を就職浪人ということもある。